# هورمون آزادکننده تیروتروپین
هورمون آزادکننده تیروتروپین (TRH) یا فاکتور (TRF) هورمونی است که از هیپوتالاموس آزاد می‌شود و موجب ترشح هورمون محرکه تیروئید (TSH) و پرولاکتین از هیپوفیز می‌شود.

## اثرات
این هورمون موجب افزایش ترشح (TSH) و پرولاکتین می‌شود. هورمون TSH در کنترل عملکرد تیروئید نقش محوری دارد. عامل اصلی تعیین نقطه تنظیم در محور تیروئید هورمون TSH است. ترشح این هورمون به وسیله هورمون هیپوتالاموسی TRH تنظیم می‌شود. TRH عمده‌ترین محرک سنتز و ترشح TSH است. تقریباً ۱۵ دقیقه پس از تجویز TRH میزان ترشح TSH به حداکثر خود می‌رسد. کاهش سطح هورمون‌های تیروئید سبب افزایش تولید پایه TSH و تشدید اثر تحریکی TRH بر TSH می‌شود. افزایش سطح هورمون‌های تیروئید نیز به سرعت و به صورت مستقیم TSH را مهار کرده و همجنین اثر تحریکی TRH بر TSH را مهار می‌کنند
هورمون آزادکننده تیروتروپین (TRH) موجب تحریک ترشح پرولاکتین نیز می‌شود؛ بنابراین در کم‌کاری تیروئید افزایش تولید پرولاکتین دیده می‌شود.